# Klaverturbine

Schematische weergave van een klaverturbine

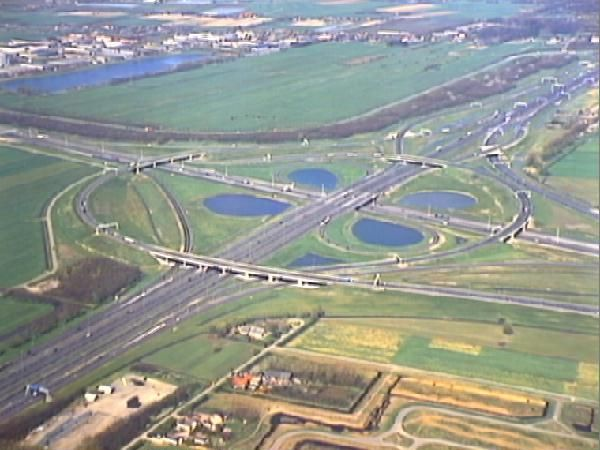
Knooppunt Oudenrijn, voorbeeld van een klaverturbine, foto van Rijkswaterstaat

Een klaverturbine is een verkeersknooppunt met ongelijkvloerse wegdelen. Het is variant op een klaverblad, waarbij voor een of meer richtingen fly-overs zijn gebouwd zoals bij een turbineknooppunt.
Voordeel van een klaverturbine is dat er voor de belangrijkste verkeersstromen geen weefvakken meer zijn en ook geen krappe boogstralen. Door de ruimere bocht van een turbineboog treden minder snelheidsverschillen op bij in- en uitvoegen, waardoor het knooppunt minder filegevoelig wordt. Er zijn voor een klaverturbine echter wel meer en langere kunstwerken nodig, waardoor de kosten hoger zijn dan voor het ‘gewone’ klaverblad. De kosten van een klaverturbine liggen lager dan die van een volledig turbineknooppunt, waarbij geen enkel weefvak aanwezig is en alle bewegingen linksaf in een ruime bocht genomen worden. Knooppunt Oudenrijn is een voorbeeld van een klaverturbine met twee turbinebogen.

## Lijst van klaverturbines

### België
- Knooppunt Destelbergen
- Knooppunt Heppignies
- Knooppunt Marcinelle
- Knooppunt Thiméon

### Nederland
- Knooppunt Amstel (onvolledig)
- Knooppunt Deil
- Knooppunt Eemnes
- Knooppunt Emmeloord
- Knooppunt Ewijk
- Knooppunt Hattemerbroek
- Knooppunt Kerensheide
- Knooppunt Kethelplein
- Knooppunt Lunetten
- Knooppunt Oudenrijn
- Knooppunt Raasdorp
- Knooppunt Rijnsweerd
- Knooppunt Valburg
- Knooppunt Zaandam

### Luxemburg
- Knooppunt Bettembourg